# Christian Frederik von Schalburg
Christian Frederik von Schalburg (ur. 15 kwietnia 1906 w Zmieinogorsku, zm. 2 czerwca 1942 w rejonie Demiańska) – duński arystokrata, wojskowy i kolaborant, dowódca Frikorps Danmark podczas II wojny światowej.

## Młodość
Jego ojciec – August Theodor Schalburg, był Duńczykiem, a matka – Elena Wasiliewna, Rosjanką z arystokratycznej rodziny. Ch. F. von Schalburg mieszkał w Rosji do rewolucji bolszewickiej w 1917 r. Uczęszczał do korpusu kadetów. W 1918 r. wyjechał wraz z ocalałą rodziną do Danii. Doświadczenia rewolucji doprowadziły do wyklarowania się jego zdecydowanie antykomunistycznych poglądów. W Danii ukończył jezuicką szkołę średnią w Kopenhadze.

## Okres przedwojenny i wojna zimowa
W 1923 r. rozpoczął studia medyczne, ale w 1925 r. porzucił je i 11 stycznia wstąpił do armii duńskiej. Służył w gwardii królewskiej, dochodząc do stopnia sekondløjtnanta. W międzyczasie w 1927 r. ukończył akademię oficerską. Zaangażował się także w działalność polityczną, zostając pod koniec lat 30. członkiem faszystowskiej Narodowosocjalistycznej Duńskiej Partii Robotniczej (DNSAP). Działał zwłaszcza w jej młodzieżowej organizacji NSU, osiągając w 1939 r. funkcję jej przywódcy. Pisywał także artykuły do gazety DNSAP „Fædrelandet”, a także poematy i pieśni bojowe, sławiące postawy faszystowskie. Po wybuchu 30 listopada 1939 r. wojny sowiecko-fińskiej, zgłosił się jako ochotnik do walki po stronie Finów. Zdążył jedynie wziąć udział w jednej akcji bojowej przed ogłoszeniem rozejmu 13 marca 1940 r.

## II wojna światowa
Christian F. von Schalburg przebywał jeszcze w Finlandii, kiedy Niemcy napadły i zajęły Danię 9 kwietnia. Szybko powrócił do kraju, bardzo rozczarowany, że Duńczycy nie stawili praktycznie żadnego oporu. Jako gorący antykomunista i nazista postanowił podjąć służbę wojskową u Niemców. Wkrótce wstąpił do Waffen-SS, licząc na szybkie zaatakowanie ZSRR przez III Rzeszę. Został skierowany do 5 Dywizji Pancernej SS „Wiking” jako oficer sztabowy w stopniu SS-Hauptsturmführera. Został odznaczony Krzyżem Żelaznym 1 i 2 klasy. W tym czasie spotkał się z Reichsführerem SS Heinrichem Himmlerem, z którym omawiał pozycję Danii w przyszłym nowym układzie europejskim. 22 lutego 1941 r. został przedstawiony Adolfowi Hitlerowi. Dygnitarze hitlerowscy dostrzegli jego charyzmatyczny charakter i oddanie nazistowskim ideałom, widząc w nim przyszłego przywódcę duńskich faszystów. 1 marca 1942 r. w stopniu SS-Obersturmbannführera został dowódcą walczącego na froncie wschodnim Frikorps Danmark, zastępując na tej funkcji Christiana Pedera Kryssinga. Podjął kroki w celu większego „znazyfikowania” formacji oraz zintensyfikował szkolenie. 26 kwietnia 1942 r. na wiecu DNSAP w Kopenhadze wygłosił uroczyste propagandowe przemówienie, w którym wychwalał osiągnięcia Frikorps Danmark. 4 maja formacja została skierowana na front do tzw. worka demiańskiego. Ch. F. von Schalburg zginął 2 czerwca od wybuchu miny podczas walk nad rzeką Robia w rejonie Demiańska. Pochowano go na cmentarzu wojskowym we wsi Biakowo.
3 czerwca H. Himmler pośmiertnie awansował go. 18 czerwca w Kopenhadze odbyła się ceremonia upamiętniająca go z udziałem niemieckich dygnitarzy oraz członków duńskiego rządu i królewskiej rodziny. Imieniem Ch. F. von Schalburga został później nazwany Korpus Schalburga, stanowiący rodzaj duńskiego SS.
Część historyków twierdzi, że Ch. F. von Schalburg nie był dobrym taktykiem wojskowym i nie powinien dowodzić oddziałem większym niż kompania, natomiast stanął na czele Frikorps Danmark jedynie ze względu na swoją charyzmę.